# Sächsisches Palais

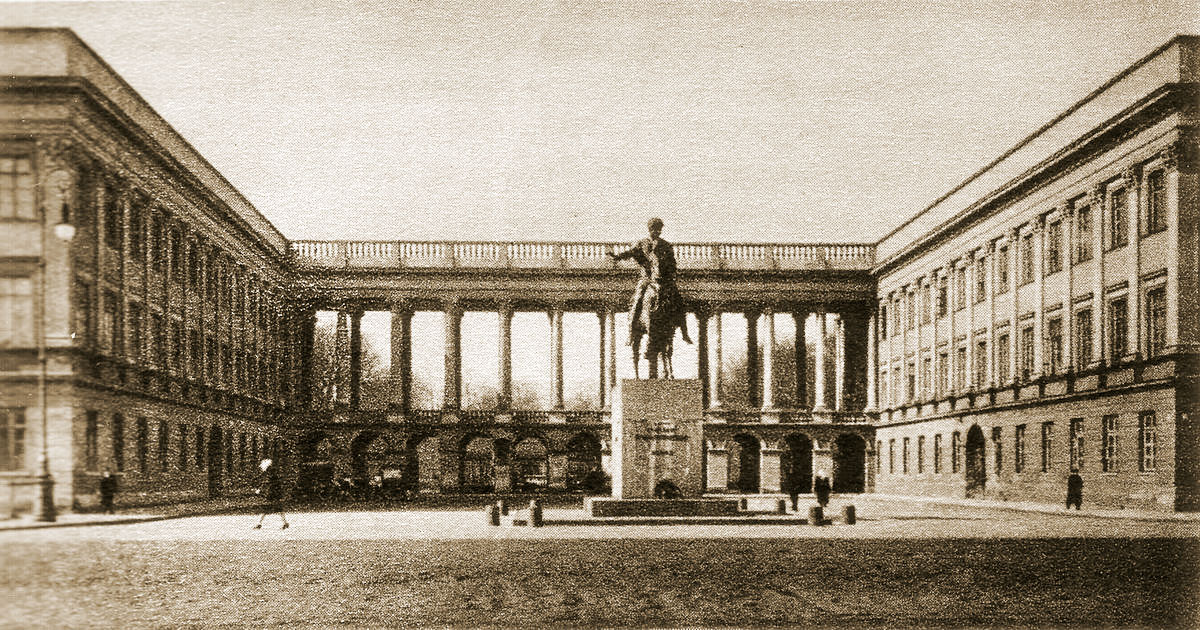
Ansicht des Sächsischen Palais mit dem Poniatowski-Denkmal vor dem Zweiten Weltkrieg

Das Sächsische Palais (polnisch Pałac Saski) war ein Barockschloss in Warschau vom Beginn des 18. Jahrhunderts. Das Palais und die Gartenanlage sind während der Sachsenzeit an der Sächsischen Achse zwischen dem barocken Sächsischen Garten und dem Sächsischen Platz (heute Piłsudski-Platz) nach 1715 im Stile des Spätbarock und Rokoko umgestaltet und erweitert worden. 1837 wurde es im Stil des Klassizismus umgebaut. Gegen Ende des Zweiten Weltkrieges ging das Palais 1944 unter im Rahmen der planmäßigen Zerstörung Warschaus durch die deutsche Wehrmacht. Nach einem Beschluss der polnischen Regierung wird das Sächsische Palais ab 2026 rekonstruiert.

## Geschichte

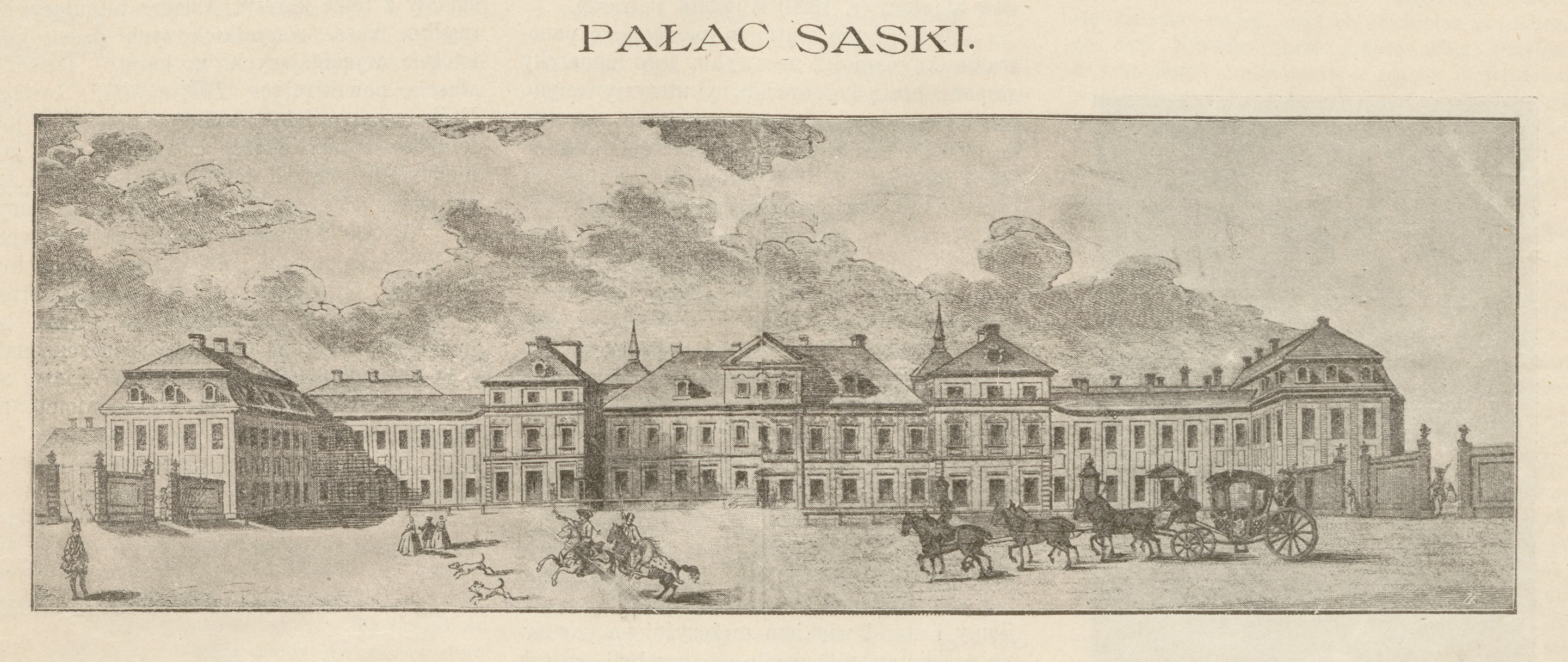
Das barocke Sächsische Palais

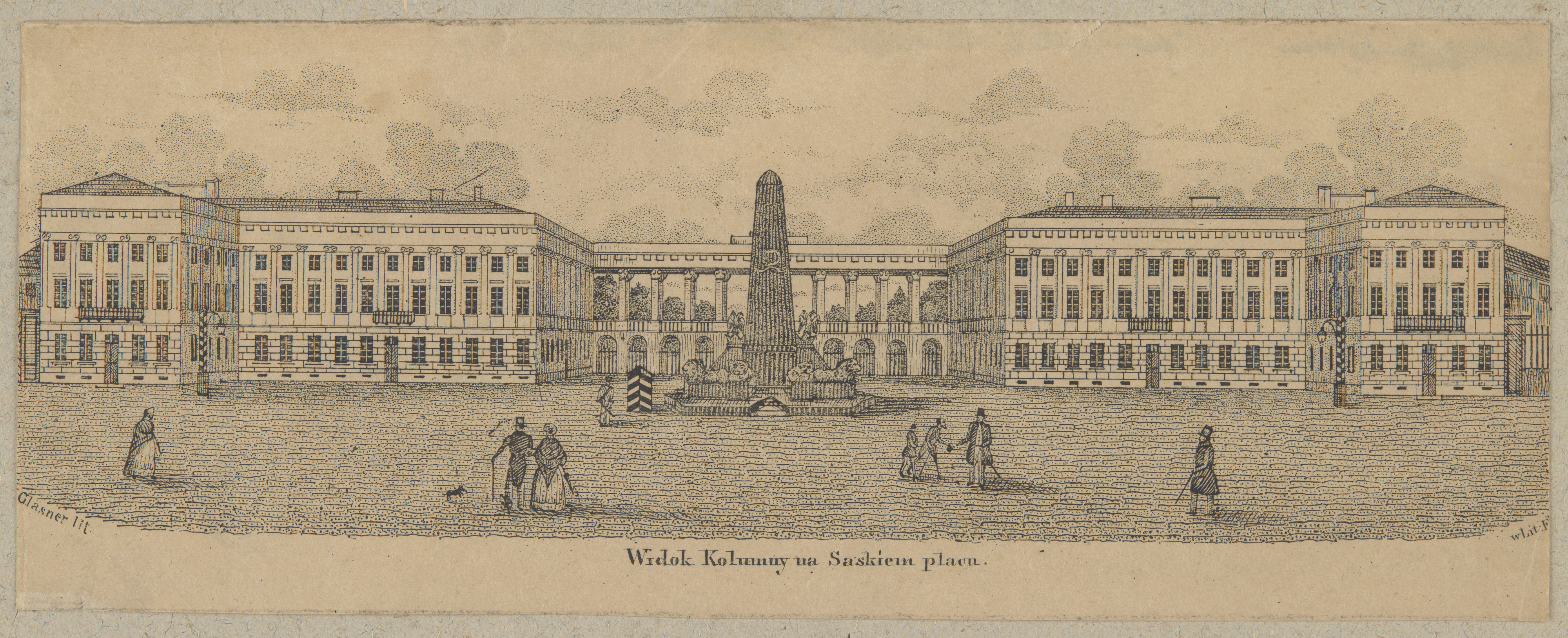
Das klassizistische Sächsische Palais

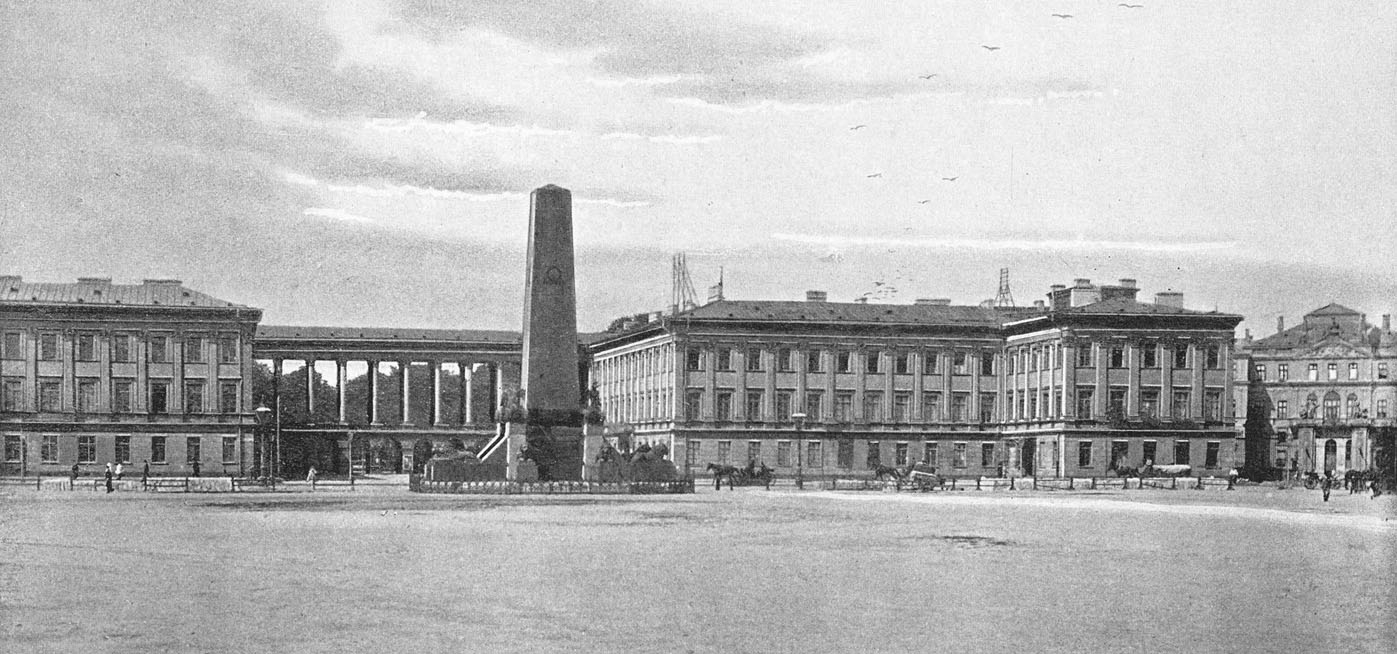
Das klassizistische Sächsische Palais, Bild von vor 1895

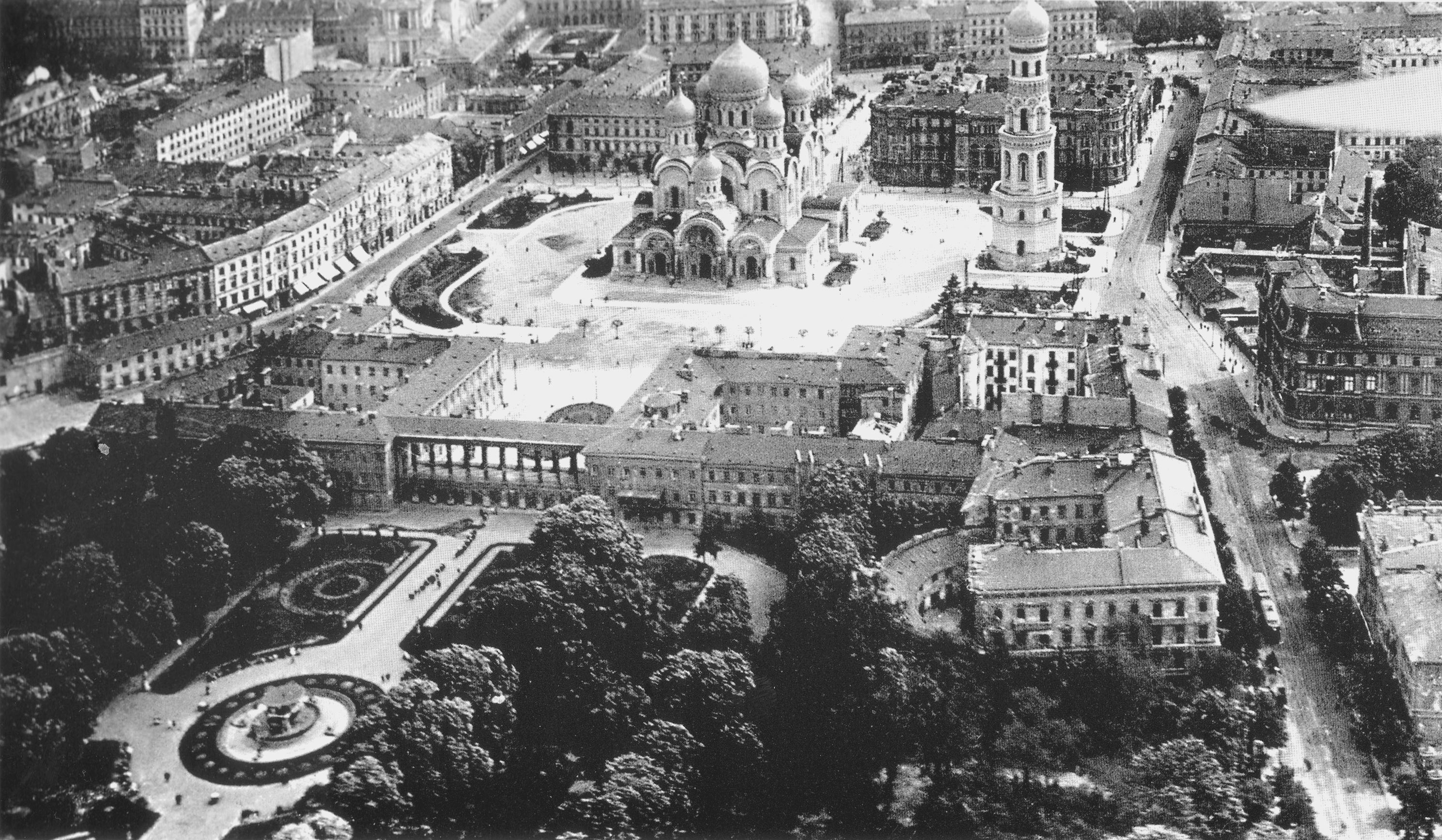
Das Sächsische Palais und die Alexander-Newski-Kathedrale, vor deren 1924 begonnenem Abriss

Um 1600 befand sich an der Stelle des Sächsischen Palais die von König Sigismund III. Wasa errichtete Stadtbefestigung von Warschau. Ein erstes Palais wurde dort von Tobias Morsztyn im Stil des Frühbarock errichtet. Sein Sohn Jan Andrzej Morsztyn ließ Tylman van Gameren das Morsztyn-Palais von 1661 bis 1664 ausbauen, wofür er die Genehmigung von König Johann II. Kasimir erhielt. Bereits 1669 bis 1673 wurde das Palais erneut umgebaut. König August II. (August der Starke) erwarb das Palais im Jahre 1713, nachdem er die polnische Krone 1709 durch militärische Erfolge wiedererlangt hatte. Zuvor hatte er bis 1700 noch im Wilanów-Palast, den er umbauen ließ, residiert. Das Warschauer Königsschloss, ein Renaissancebau, erschien ihm allzu altmodisch. Das nunmehr „Sächsisches Palais“ genannte Gebäude ließ er im Zuge der Errichtung der Sächsischen Achse umgestalten. Der Ausbau wurde von den sächsischen Architekten Carl Friedrich Pöppelmann und Joachim Daniel von Jauch bis 1724 vorgenommen. August II. ließ auch den Sächsischen Platz und den Sächsischen Garten, letzteren 1713 durch Johann Christoph von Naumann anlegen.
1748 wurden zwei neue Flügel des Schlosses errichtet. In dieser Zeit wurde auch das Brühlsche Palais nördlich des Sächsischen Gartens erbaut. Bis 1817 verblieb das Palais im Eigentum der Wettiner und beherbergte danach bis 1831 die Regierungsbehörden Kongresspolens. 1837 wurde es an den russischen Kaufmann Iwan Skwarzow verkauft und von Wacław Ritschel und Adam Idzkowski im klassizistischen Stil im Geiste des russischen Klassizismus umgebaut, insbesondere wurde der Mittelteil, das Corps de Logis, abgetragen und durch eine Säulenkolonnade ersetzt. Nach dem Ersten Weltkrieg hatte der Generalstab der polnischen Armee hier seinen Sitz und insbesondere das Biuro Szyfrów (BS) (deutsch: „Chiffrenbüro“), dem es bereits im Jahre 1932 gelang, den von der deutschen Reichswehr und später von der Wehrmacht mithilfe der Rotor-Schlüsselmaschine ENIGMA verschlüsselten Nachrichtenverkehr zu entziffern (siehe auch: Entzifferung der ENIGMA). 
Nach dem Warschauer Aufstand 1944 wurde das Palais von der deutschen Wehrmacht planmäßig zerstört. Erhalten geblieben ist nur ein Fragment der Säulenfassade, in dem sich seit 1918 das Grabmal des unbekannten Soldaten befindet.

## Wiederaufbaupläne

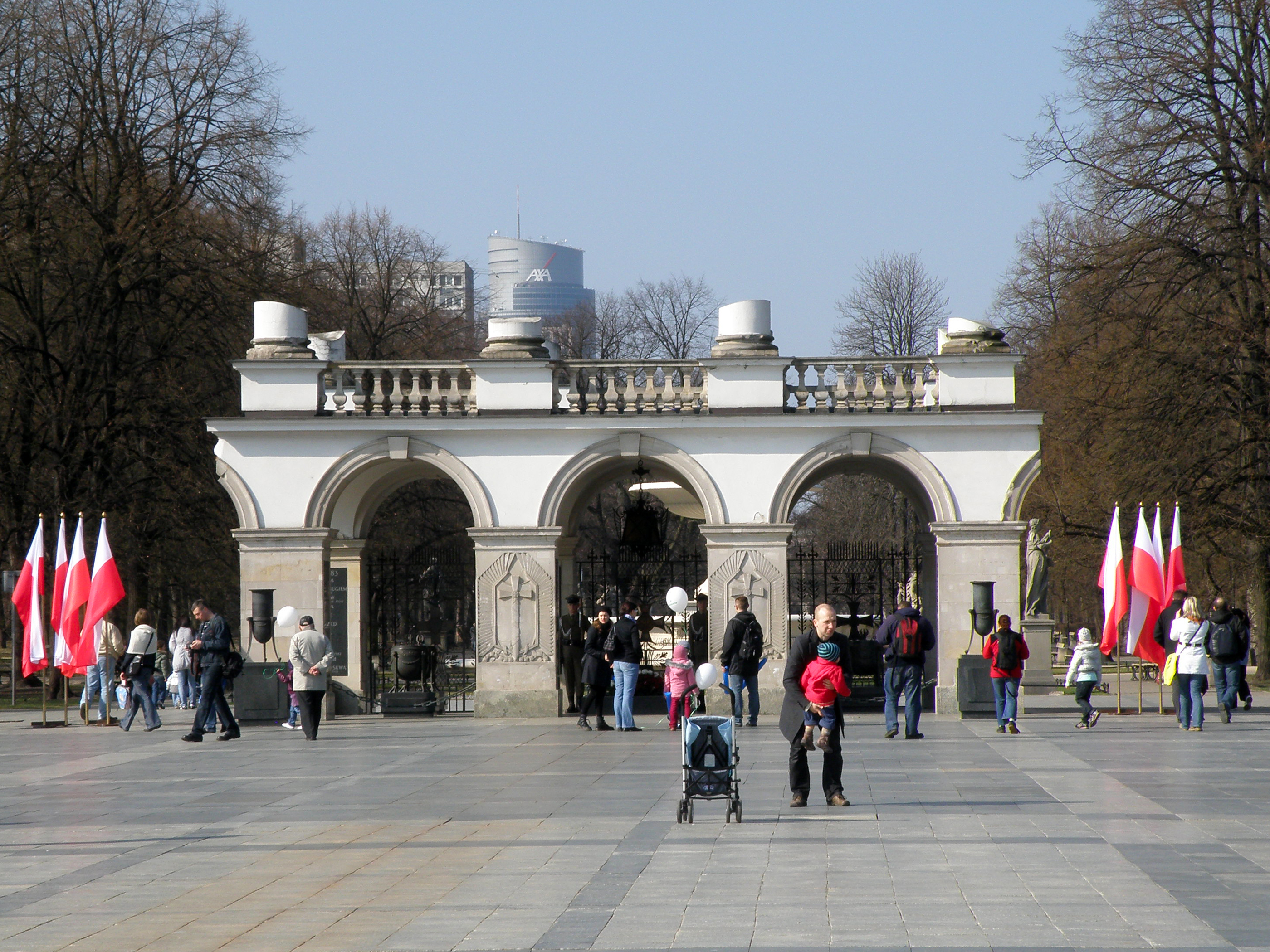
Grabmal des unbekannten Soldaten unter den erhaltenen Arkaden des Sächsisches Palais am Piłsudski-Platz

Der Wiederaufbau des Gebäudes sollte ursprünglich von 2007 bis 2009 erfolgen und etwa 75 Millionen Euro kosten. Die hitzige Debatte über die Nutzungsalternativen trug allerdings zur Verzögerung der Realisierung bei. Der geplante Einzug der Stadtverwaltung in die Räumlichkeiten des rekonstruierten Palais wurde von vielen als Ausschluss der Öffentlichkeit kritisiert, alternative Vorschläge umfassten ein Konferenzzentrum, museale Nutzungen sowie Luxuswohnungen und -restaurants. 2006 wurden archäologische Arbeiten in den freigelegten Kellern des Palastes durchgeführt. Dabei wurden etwa 19.000 historische Gegenstände gefunden, unter anderem Münzen und Porzellan. Die meisten Fundamente sollten abgebaut und durch neue ersetzt werden. In das Palais sollte letztlich doch die Stadtverwaltung Warschaus einziehen. 2009 gab der Warschauer Magistrat die Aufbaupläne vorläufig auf und verschob sie auf unbestimmte Zeit.
2018 kündigte die polnische Regierung an, das Sächsische Palais als zukünftigen Sitz des Senats wiederaufzubauen. 2021 wurde eine staatliche Gesellschaft gegründet, die das Projekt realisieren soll. Die Kosten wurden auf 2,4 Milliarden Złoty veranschlagt, zum damaligen Kurs rund 520 Millionen Euro. Kritiker sprachen indes von einer „Luxuslaune“ einer kleinen Gruppe und nannten das Projekt eine Fassade, die überdies dem Grab des unbekannten Soldaten seine herausgehobene Stellung im Stadtbild nehmen werde; denn es sei die letzte Ruine der Stadt, die von deren Zerstörung im Zweiten Weltkrieg durch die deutschen Besatzer Zeugnis ablege.
2023 wurde ein Architekturwettbewerb zugunsten des Entwurfs des Warschauer Architektur-Büros WXCA entschieden. Mit Investitionen in Höhe von 530 Millionen Euro soll das Sächsische Palais ins nördliche Stadtzentrum zurückkehren. Die Rekonstruktion des Sächsischen Palais soll 2026 beginnen und 2030 fertiggestellt werden.

## Film
- Warschau baut Sächsisches Palais wieder auf. Dokumentarfilm, Deutschland, 2024, 1:20 Min., Moderation: Benjamin Vogel, Produktion: rbb24, Reihe: Polen Update, Erstsendung: 24. August 2024 bei rbb24, Internet-Video und Inhaltsangabe von RBB.